# Arthur Wellesley (1er duc de Wellington)
Pour les articles homonymes, voir Wellesley et Arthur Wellesley.
Arthur Wellesley, 1er comte, ensuite marquis, et duc de Wellington, est un aristocrate anglo-irlandais, puis militaire et homme d'État britannique, né le 30 avril 1769 à Dangan Castle (comté de Meath, Irlande) et mort le 14 septembre 1852 à Walmer (Kent).
Il est principalement connu en tant que vainqueur de Napoléon à Waterloo avec le maréchal prussien Gebhard Leberecht von Blücher. L'un des plus grands généraux britanniques, il est souvent comparé à John Churchill, duc de Marlborough, avec qui il partage de nombreux points communs, en particulier d’être devenu une figure politique après avoir réalisé une grande carrière militaire.
Il a été commandant en chef de l’Armée de terre britannique de 1827 à 1828 puis de 1842 à sa mort en 1852.
Il a été Premier ministre du Royaume-Uni, une première fois de 1828 à 1830 et une seconde fois pendant un mois en 1834. Bien que conservateur, il a fait voter la loi d'émancipation des catholiques.

## Biographie

### Origines
Arthur Wellesley est le troisième fils de Garret Wesley (1er comte de Mornington). On pense qu’il est né à Dublin.
Sa date de naissance n’est pas connue avec précision : la seule trace que l’on en ait se trouve dans un enregistrement d’église et a sans doute été inscrite quelques jours après sa naissance. La date la plus probable est le 1er mai 1769, mais il est possible que cela ait été quelques jours avant ou après. Son nom initial, Arthur Wesley, fut légalement changé en Arthur Wellesley en mars 1798.

### Carrière militaire
Wellesley étudie à Eton de 1781 à 1785, puis à Bruxelles. En 1787, son frère lui achète une fonction d'enseigne dans le 73e régiment d’infanterie ; après un premier entraînement au Royaume-Uni, il rejoint l’académie Royale d'équitation d'Angers en France, y enseigne en 1787 et est promu lieutenant dans la même année.
De 1787 à 1793, il est affecté comme aide de camp de deux Lords lieutenants d'Irlande successifs. En 1790, il est élu député (indépendant) de Trim à la chambre des communes d’Irlande, poste qu’il gardera jusqu'en 1797.
Il progresse rapidement dans l’armée — principalement grâce au système de l’époque où les officiers pouvaient (et souvent devaient) acheter leur grade — et en 1793, il devient lieutenant-colonel dans le 33e régiment d’infanterie. Il combat aux Pays-Bas entre 1794 et 1795.
En 1796, après avoir été promu au rang de colonel, il part avec son régiment pour l’Inde. L’année suivante, son frère aîné, Richard Wellesley, comte de Mornington, est nommé gouverneur général des Indes, et quand la guerre éclate en 1799 contre le sultan de Mysore, Tipû Sâhib, Arthur Wellesley commande sa propre division. Il est nommé gouverneur de Seringapatam et de Mysore, postes qu’il gardera jusqu'en 1805. Grâce à ses victoires militaires, il est nommé commandant suprême (politique et militaire) du Deccan, il remporte de nouvelles victoires, en particulier contre le chef brigand Dundiat Wagh et contre les Marathes en 1803 (bataille d'Assaye, bataille d'Argaum). En 1804, il est fait chevalier de l’ordre du Bain. Lorsque son frère achève son mandat en 1805, il retourne au Royaume-Uni avec lui.
En 1806, Wellesley est élu de Rye (Sussex) pour six mois à la chambre des communes du Royaume-Uni ; l’année suivante, il est élu de Newport (île de Wight) qu’il représentera deux ans. Durant cette période, il est affilié aux Tories, et en avril 1807, il est nommé au « conseil privé du roi ». Pourtant son rôle politique fut brutalement interrompu lorsqu’il fit voile pour le continent pour participer aux guerres napoléoniennes.

#### La guerre contre NapoléonIer

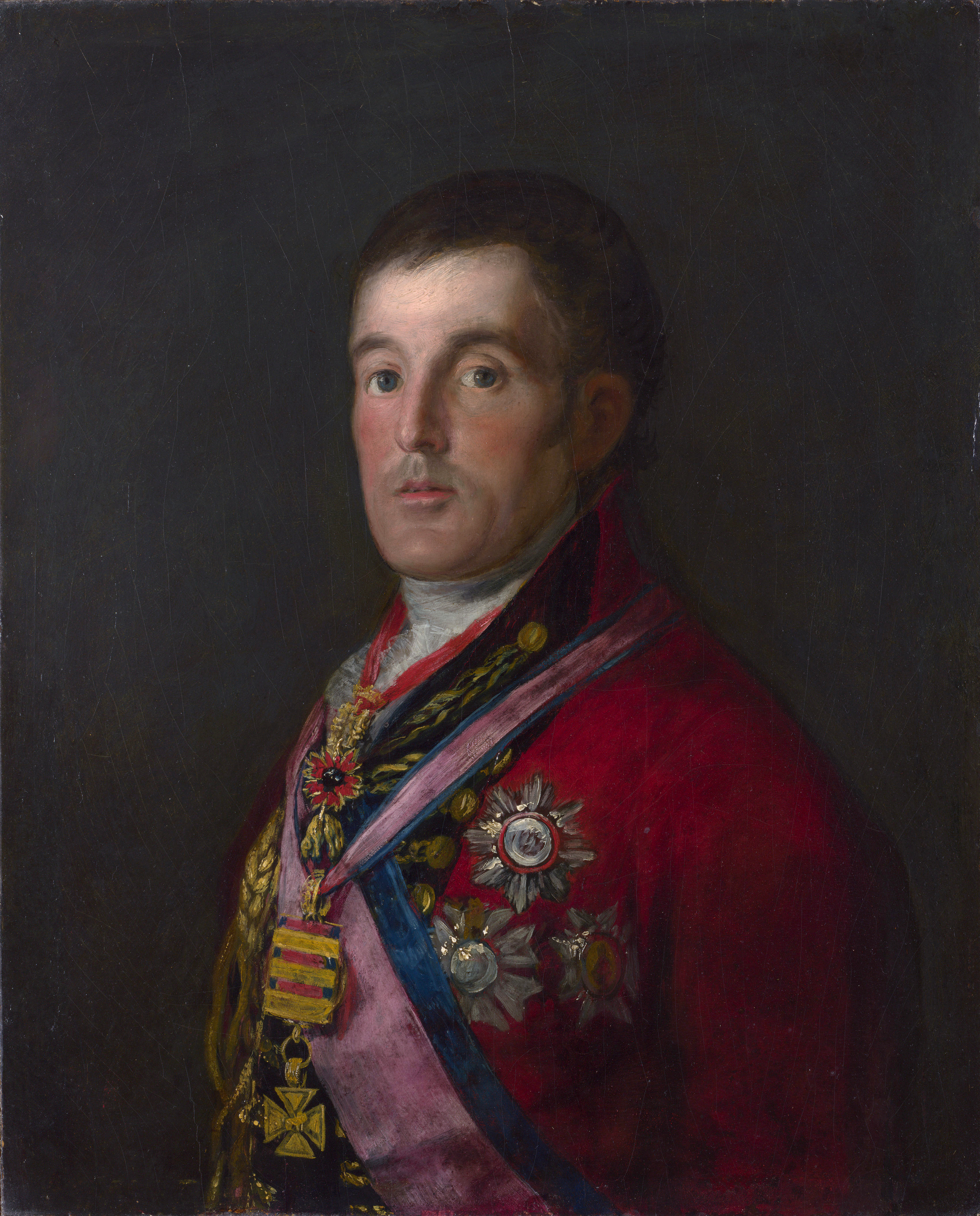
Arthur Wellesley, par Francisco Goya (1812).

C’est dans les années qui suivent qu’eurent lieu les événements qui permirent à Wellesley d'entrer dans l’Histoire. À cette époque, Napoléon contrôle la majeure partie de l'Europe et le gouvernement britannique cherche des moyens de contrer la menace qu'il est devenu.
Après une expédition au Danemark, Wellesley est promu lieutenant-général et transféré dans la péninsule ibérique. Bien que le combat soit assez mal engagé, c’est l’unique endroit du continent européen où les Britanniques et les Portugais ont réussi à se battre contre la France et ses alliés. Wellesley bat les Français à Roliça et à Vimeiro en 1808. L’accord de Sintra, qui en résulte, et par lequel l’armée britannique s'engage à évacuer les Français hors de Lisbonne est très critiqué. Wellesley, qui s'y oppose, est brièvement rappelé au Royaume-Uni pour s'en justifier. Au même moment, pourtant, Napoléon vient lui-même en Espagne. Lorsque le général John Moore est tué à la bataille de La Corogne le 16 janvier 1809, Wellesley est nommé commandant en chef de toutes les forces britanniques au Portugal. Revenant dans la péninsule ibérique en avril 1809, il est nommé maréchal général de l'armée portugaise, et commandant en chef des forces portugaises au Portugal le 29 avril 1809 par Jean VI de Portugal. Il prend alors le commandement unifié des armées portugaise et britannique.
Sous son autorité, l'armée anglo-portugaise expulse les troupes napoléoniennes du Portugal, puis les forces britanniques, portugaises et espagnoles battent l’armée du roi Joseph d’Espagne (le frère aîné de Napoléon) à la bataille de Talavera. Pour ses faits d'armes, il est élevé à la pairie en tant que vicomte Wellington, de Talavera et de Wellington (Somerset) en 1809. La même année, il est fait duc de la Victoire par Jean VI de Portugal pour ses services dans ce pays.
Traversant l’Espagne, il bat les Français à la bataille de Salamanque et prend Madrid en 1812. Cette année-là, une contre-attaque française met l’armée britannique dans une position difficile, mais Lord Wellington reçoit le commandement de toutes les armées alliées (britanniques, portugaises et espagnoles) en Espagne et est fait marquis de Wellington le 3 octobre. Il conduit une nouvelle offensive en 1813, culminant à la bataille de Vitoria, nette victoire britannique qui ramène l'armée impériale en France. Il est nommé Maréchal après cette victoire. Ayant libéré l'Espagne, il passe les Pyrénées et envahit la France. Il est surpris par les troupes du général Harispe à Cadillon (18 mars 1814) ; il intervient à Bayonne et se heurte au maréchal Soult qui dirige la défense de Toulouse le 10 avril 1814. L'issue de cette bataille, objet de débats, marque la fin de la campagne de France de 1814. Le 11, Napoléon signe le traité de Fontainebleau, conclu le 6, et est exilé sur l’île d’Elbe.
Acclamé en héros, Wellington est fait duc de Wellington, titre toujours porté par ses descendants. Il est bientôt nommé ambassadeur en France, puis prend la place de Lord Castlereagh comme plénipotentiaire au congrès de Vienne, où il plaide énergiquement pour que soit permis à la France de garder sa place dans l’équilibre des puissances européennes. Le 2 janvier 1815, il est fait chevalier grande-croix de l’ordre du Bain.
Le 26 février 1815, Napoléon quitte son exil à Elbe, débarque en France le 1er mars et le 20 retrouve le contrôle du pays. Il doit alors faire face à la formation à nouveau d'une dernière coalition contre lui. Wellington quitte alors Vienne pour prendre la tête des forces britanniques et alliées durant la campagne de Belgique. Il arrive à son poste et son avant-garde combat les Français à la bataille de Quatre-Bras avant de se replier. Deux jours plus tard, le 18 juin, Wellington, avec l’appui des forces prussiennes commandées par Gebhard Leberecht von Blücher bat définitivement Napoléon à la bataille de Waterloo. L’Empereur français abdique une nouvelle fois le 22 juin, et est exilé par les Britanniques sur l’île Sainte-Hélène.
Fasciné par le souvenir de l'Empereur, il passait de longues heures, assis devant son tableau, silencieux.

#### Période post-népoléonienne
Le duc de Wellington est chargé par le Royaume-Uni de Grande-Bretagne et d'Irlande d'ériger une barrière de fortifications dans le nouvel état-tampon créé par le congrès de Vienne : le Royaume uni des Pays-Bas. C'est un territoire qu'il connaît bien pour y avoir vécu et combattu. La triple ligne fortifiée qu'il y conçoit dès 1816 avec l'aide de l'armée néerlandaise porte son nom : la barrière Wellington.

### Carrière politique

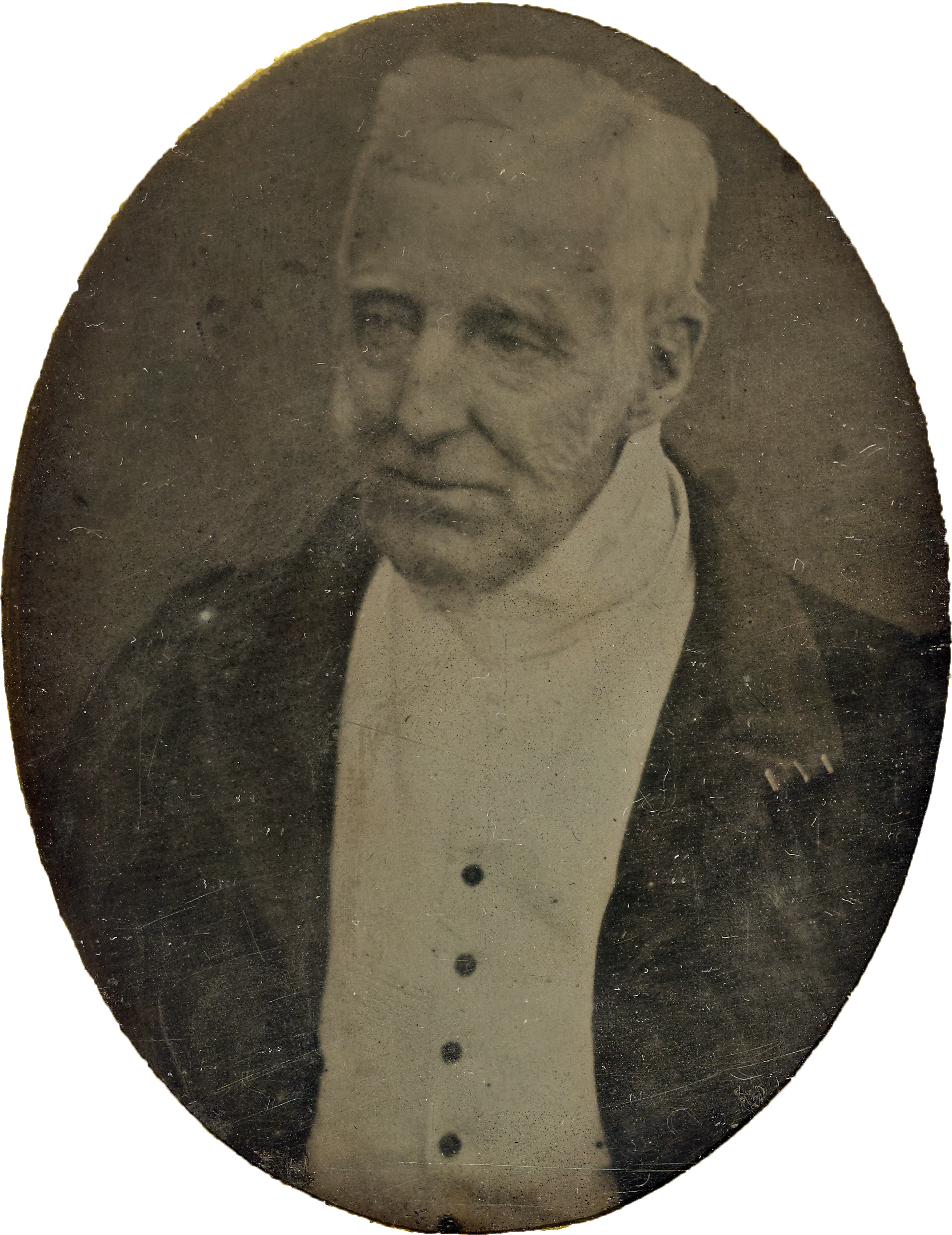
Portrait du duc de Wellington, daguerréotype d'Antoine Claudet, 1844.

En 1819, Wellington est nommé Master-General of the Ordnance dans le gouvernement tory de lord Liverpool. En 1827, il devient commandant en chef de l’armée britannique, poste qu’il occupera jusqu’à la fin de sa vie, sauf durant son mandat de premier ministre. En même temps que Robert Peel, Wellington est une étoile montante du parti tory, et en 1828, il devient premier ministre.
Comme premier ministre, Wellington est l’archétype du conservateur, pourtant c’est bizarrement durant son mandat que passa la loi d’émancipation des catholiques, leur accordant la garantie de pratiquement tous les droits civils au Royaume-Uni. Lord Winchilsea accusa Wellington d’avoir « traîtreusement comploté la destruction de la constitution protestante ». Wellington le provoqua alors en duel, duel qui eut lieu le 21 mars 1829 aux champs de Battersea. Au moment de tirer, Wellington visa délibérément à côté et Winchilsea tira en l’air.
Le gouvernement Wellington tombe en 1830. Il y eut de nombreuses émeutes cet été et cet automne-là. Les Whigs, qui n’avaient pratiquement plus été au pouvoir depuis les années 1770, virent les réformes politiques comme la clé de leur retour. Wellington, respectant à la lettre la ligne politique conservatrice des tories, perd un vote de confiance le 15 novembre 1830. Il est remplacé comme premier ministre par Charles Grey qui initie une grande réforme libérale, devant la faire passer de force à la Chambre des lords.
Lors du retour au pouvoir des tories en 1834, Wellington décline le poste de premier ministre qui va à Robert Peel ; toutefois, celui-ci étant en Italie, Wellington doit assurer l’intérim durant trois semaines, en novembre et décembre 1834. Dans le premier gouvernement Peel (1834-1835), Wellington est secrétaire d’État aux affaires étrangères, et dans le second (1841-1846), il est ministre sans portefeuille et président de la Chambre des Lords.
Wellington se retire de la vie politique en 1846, bien que restant commandant en chef des forces armées, et revient brièvement sur le devant de la scène en 1848, lorsqu’il aide à organiser une force de protection de Londres durant cette année de révolutions en Europe. 

### Vie privée
Arthur Wellesley épouse Catherine Pakenham le 10 avril 1806 à Dublin. Ils ont deux enfants : Arthur, né le 3 février 1807 et Charles 16 janvier 1808.
En 1822, il subit une opération sur son oreille gauche qui échoue et le laisse complètement sourd de cette oreille pour le reste de sa vie. Il meurt en 1852 et est inhumé à la cathédrale Saint-Paul. Il est le seul premier ministre britannique à y être inhumé. 
Il était par ailleurs franc-maçon, tout comme son père qui fut grand maître de la Grande loge d'Irlande.

## Distinctions et honneurs

### Titres de noblesse
- Duc, Earl, Vicomte et Marquis de Wellington [10], Baron et Marquis Douro ( Royaume-Uni)
- Prince de Waterloo ( Pays-Bas)
- Grand d'Espagne de première classe et Duc de Ciudad Rodrigo ( Espagne)
- Duc de Victoria, Marquis de Torres Vedras, et Comte de Vimiera ( Portugal)

### Distinctions

#### Royaume-Uni
- Grand-croix de l'ordre du Bain
- Chevalier de l'Ordre de la Jarretière[10]

#### Étranger
- Chevalier de l'ordre de la Toison d'or (Espagne)
- Chevalier de l'ordre de Saint-Ferdinand (Espagne)
- Chevalier de l'ordre royal et militaire de Saint-Herménégilde (Espagne)
- Chevalier grand-croix de l'ordre de l'Aigle noir (Prusse)
- Chevalier grand-croix de l'ordre de l'Aigle rouge (Prusse)
- Chevalier grand-croix de l'ordre militaire de Marie-Thérèse (Autriche)
- Chevalier de l'ordre de Saint-André (Russie)
- Chevalier de l'ordre de Saint-Alexandre Nevski (Russie)
- Chevalier de l'ordre impérial et militaire de Saint-Georges (Russie)
- Chevalier grand-croix de l'ordre de la Tour et de l'Épée (Portugal)
- Chevalier grand-croix de ordre de l'Épée (Suède)
- Chevalier de l'ordre du Saint-Esprit (France)
- Chevalier de l'ordre de l'Éléphant (Danemark)
- Chevalier de l'ordre royal des Guelfes (Hanovre)
- Chevalier de l'ordre de Saint-Janvier (Deux-Siciles)
- Chevalier de l'ordre de Saint-Ferdinand et du mérite (Deux-Siciles)
- Chevalier grand-croix de l'ordre suprême de la Très Sainte Annonciade (Sardaigne)
- Chevalier grand-croix de l'ordre militaire de Maximilien-Joseph de Bavière (Bavière)
- Chevalier de l'ordre de la Couronne de Saxe (Saxe)
- Chevalier grand-croix de l'ordre du mérite militaire de Wurtemberg (Wurtemberg)
- Chevalier grand-croix de l'ordre militaire de Guillaume (Pays-Bas)
- Chevalier de l'ordre du Lion d'or (Hesse-Cassel)
- Chevalier grand-croix de l'ordre de la Fidélité (Bade)
- Chevalier grand-croix de l'ordre du Lion de Zaeringen (Bade)

### Grades

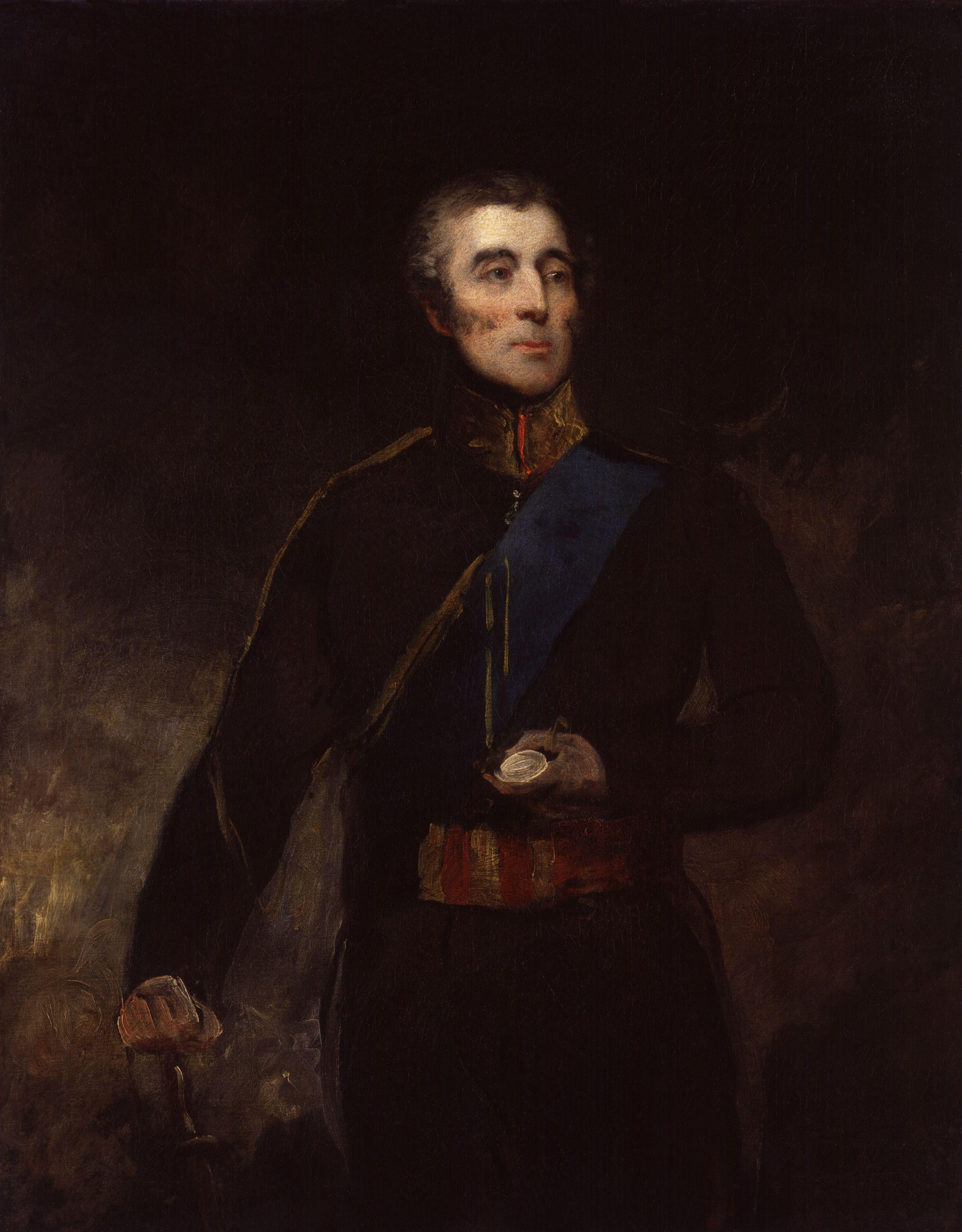
Portrait du duc de Wellington par John Jackson, 1830-31.

En 1787, il devient enseigne dans le 73e régiment d’infanterie (son frère lui achète une fonction), puis lieutenant la même année.
En 1791, il devient capitaine.
En 1793, il devient major, puis lieutenant-colonel dans le 33e régiment d’infanterie.
En 1796, il est promu colonel.
En 1802, il devient major-général.
En 1808, il est promu lieutenant-général.
En 1811, il devient général.
Le 3 juillet 1813, après la bataille de Vitoria, le prince régent lui décerna son bâton de maréchal anglais, ce qui lui conféra le titre de Field Marshall de l'armée britannique, qu'il conserva jusqu'à sa mort.
En sus, de nombreux autres pays lui donnèrent leurs plus hauts grades militaires, dont , :
- L'empire d'Autriche (Feldmarschall soit maréchal)
- Le royaume de Portugal (Marechais-generais, soit maréchal général)
- Le royaume d'Espagne (capitaine général)
- Le royaume de Hanovre (maréchal)
- Le royaume uni des Pays-Bas (maréchal)
- Le royaume de Prusse (Generalfeldmarschall soit maréchal en 1818)[14]
- L'empire de Russie (Generalfeldmarschall soit maréchal en 1818)

## Hommages

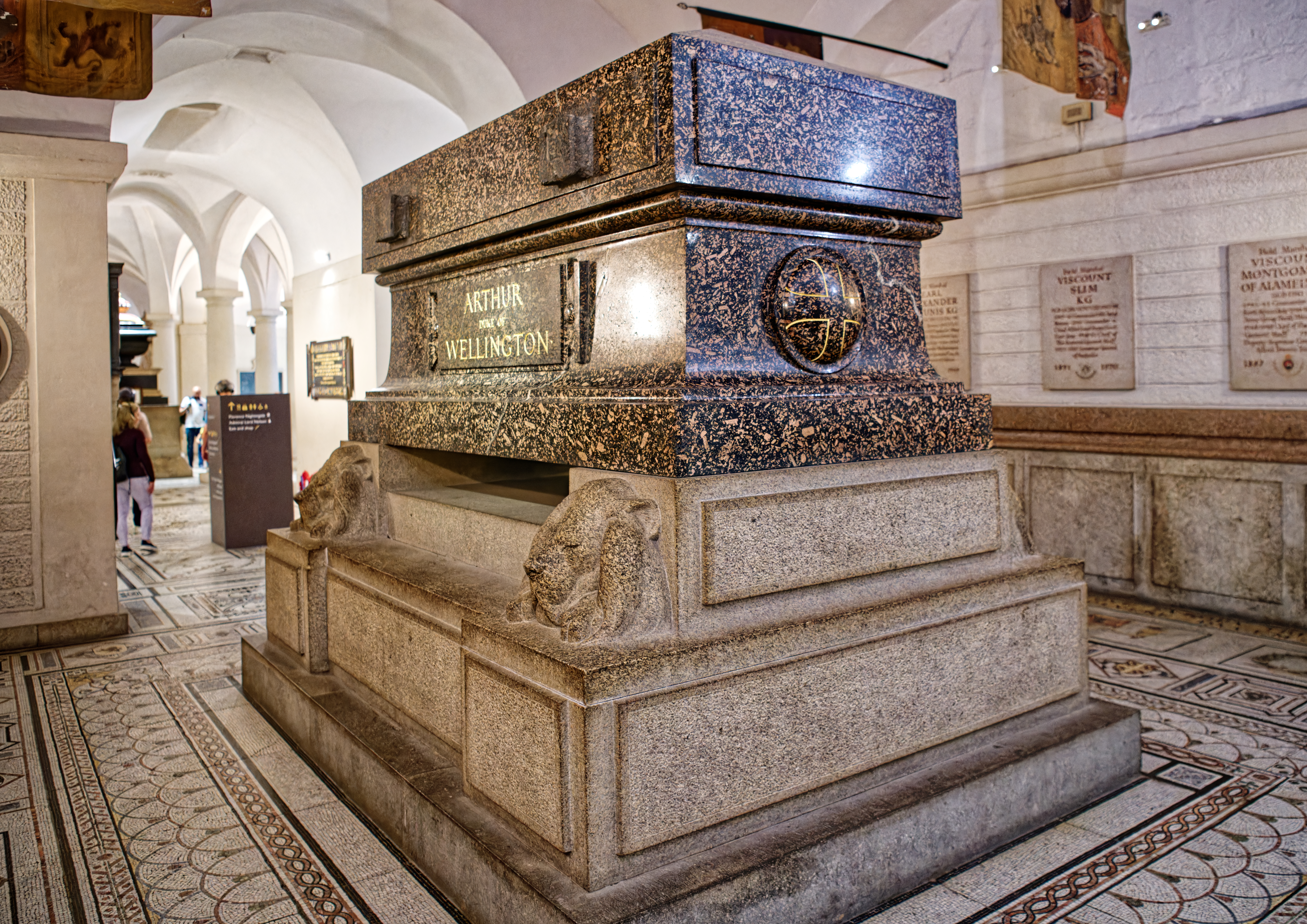
La sépulture du duc de Wellington, dans la crypte de la cathédrale Saint-Paul.

### Lieux
- La rue Wellington dans la ville de Montréal au Québec, Canada, est la principale artère commerciale du quartier Verdun. La rue nommée ainsi en l'honneur de Arthur Wellesley, duc de Wellington.
- La ville de Wellington, capitale de la Nouvelle-Zélande, est nommée en son honneur.
- La rue Wellington dans la ville de Sherbrooke au Québec, Canada, est une des rues principales de cette ville, nommé en l'honneur de Arthur Wellesley, duc de Wellington.
- La rue Wellington dans la ville de Sorel-Tracy au Québec, Canada, est une des rues principales de cette ville, nommé en l'honneur de Arthur Wellesley, duc de Wellington.
- La rue Wellington dans la ville d'Ottawa, capitale du Canada, tout près du canal Rideau, est une rue nommée en l'honneur de Arthur Wellesley, duc de Wellington.
- La rue Wellington, à Kingston en Ontario au Canada, est une des plus vieilles rues de cette ville à tradition militaire, nommée en l'honneur de Arthur Wellesley, duc de Wellington.
- Comté de Wellington, Ontario, Canada
- Ville de Wellington, Ontario, Canada
- Fort Wellington, à Prescott, Ontario, Canada
- Wellington — Halton Hills, une circonscription  électorale, Ontario, Canada
- Ville de Wellington dans l'Île-du-Prince-Édouard, Canada
- Paroisse de Wellington au Nouveau-Brunswick, Canada
- Ville de Wellington, Nouvelle-Écosse, Canada
- Un parti de Hyde Park Corner à Londres, Royaume-Uni est nommé Duke of Wellington Place car se trouve près de Apsley House, où le duc habitait.
- De nombreuses rues à Londres et ailleurs en Grande-Bretagne portent les noms Wellington Road et Wellington Street, nommées directment ou indirectement en l'honneur du duc de Wellington.
- Wellington Square est le nom d'une place à Oxford, où se trouve le siège administratif de l'université éponyme depuis 1975. Il y a une autre Wellington Square à Hastings.

### Monuments
- Une colonne monumentale et une statue dans sa ville natale de Trim, dans le comté de Meath, en Irlande (1817) ;
- Monument Wellington à Londres, sur Park Lane ; une statue en bronze colossale d'Achille (en) par Richard Westmacott (1822) ;
- Le Wellington Arch sur Hyde Park Corner à Londres, construit sur un design par Decimus Burton (1825–1827) ;
- La statue équestre du duc de Wellington à Londres par Francis Leggatt Chantrey (1844) ;
- Monument Wellington, chemin Old Woodhall à Spa Woodhall, Lincolnshire, une colonne avec buste sur le dessus (1844) ;
- Statue équestre du duc de Wellington à Glasgow par Carlo Marochetti (1844) ;
- Statue équestre du duc de Wellington à Aldershot, à l'origine à Hyde Park Corner, par Matthew Cotes Wyatt (1846) ;
- Une statue de Wellington par le sculpteur Thomas Milnes à Woolwich Arsenal, qui se trouve maintenant dans le parc Wellington (1848) ;
- Statue équestre du duc de Wellington située à l'extrémité est de Princes Street à Édimbourg, en Écosse. par Sir John Steell (1848–52) ;
- Monument de Wellington, Somerset, dans les Blackdown Hills (commencée en 1817, achevée en 1854). Ce monument surplombe la ville de Wellington, d'où le titre de Wellington a été tiré ;
- Une statue de Wellington par le sculpteur Carlo Marochetti en Leeds, en Angleterre, qui se trouve maintenant dans le parc Woodhouse Moor (1855) ;
- Une statue dans Piccadilly Gardens, à Manchester par Matthew Noble (1855/6) ;
- Un monument dans la grande salle de le Guildhall de Londres par John Bell (1856) ;
- Statue du duc de Wellington à Brecon, dans le Pays de Galles, par John Evan Thomas (1858) ;
- Le monument Wellington de Dublin, en Irlande, par Robert Smirke (commencé 1817, terminé 1861). Ce mémorial de Phoenix Park est le plus haut obélisque d'Europe ;
- Colonne commémorative du duc de Wellington, à l'extérieur de Stratfield Saye House, dans le comté d'Hampshire, une colonne avec statue sur le dessus, par Carlo Marochetti (1863) ;
- Colonne de Wellington à Liverpool par M. George et Andrew Lawson (1865) ;
- Monument de Wellington à Baslow, dans le Derbyshire. Une croix de pierre (1866) ;
- Statue équestre du duc de Wellington, Hyde Park Corner de Londres, par Joseph Boehm (1888) ;
- Un monument dans la Cathédrale Saint-Paul de Londres, où il est enterré. Par Alfred Stevens (achevé en 1912) ;
- Un buste à son éffigie à Porto, au Portugal où il dirigea les troupes anglo-portugaises contre les troupes françaises en 1809 au cours de la seconde bataille de Porto ;
- Le cheval du duc à Copenhague,  au Danemark
- un monument sur sa tombe à Maison Stratfield Saye, Hampshire.

### Iconographie
- s. d. - Portrait par Simon Jacques Rochard
- s. d. - Portrait par John Jackson
- s. d. - Portrait par Thomas Lawrence
- s. d. - Portrait par Hubert von Herkomer à la Royal Academy of Arts, vandalisé en 1914 par Gertrude Ansell[15].
- 1812 - Portrait par Francisco Goya
- s. d. - Buste en empereur romain
- 1844 - Statue équestre par Francis Chantrey et Henry Weekes, hors le Royal Exchange
- 1846 - Statue équestre par Matthew Cotes Wyatt. Originellement sur l'Arc de Wellington à Hyde Park Corner, la statue émigra à Aldershot en 1886.
- 1888 - Statue équestre par Joseph Boehm à Hyde Park Corner

### Cinéma et télévision
- 1929 :
  - Waterloo de Karl Grune avec Humberston Wright.
  - Sainte-Hélène de Lupu Pick avec Günther Hadank.
- 1932 : Congress Dances d'Erik Charell avec Humberston Wright.
- 1934 : 
  - La Maison des Rothschild de Nunnally Johnson avec C. Aubrey Smith.
  - The Iron Duke de Victor Saville avec George Arliss.
- 1937 : 
  - L'Espionne de Castille de Robert Z. Leonard avec Matthew Boulton.
  - Victoria the Great de Herbert Wilcox avec James Dale.
- 1938 : Sixty Glorious Years de Herbert Wilcox avec C. Aubrey Smith.
- 1940 : Les Rothschilds d'Erich Waschneck, avec Waldemar Leitgeb.
- 1947 : Mrs. Fitzherbert de Montgomery Tully, avec Kynaston Reeves.
- 1970 : 
  - Waterloo de Sergei Bondarchuk avec Christopher Plummer.
  - Les Aventures du brigadier Gérard de Jerzy Skolimowski avec John Neville.
- 1972 : La Vie tumultueuse de Lady Caroline Lamb de Robert Bolt avec Laurence Olivier.
- 1991 : Napoléon et l'Europe, épisode 4 Le Blocus avec José Fonseca e Costa.
- 1992 : Le Souper d'Édouard Molinaro, acteur non crédité.
- 1993 : Sharpe’s Eagle de Tom Clegg avec David Troughton.
- 1994 : Sharpe’s Honour de Tom Clegg avec Hugh Fraser.
- 1995 : Sharpe's Gold de Tom Clegg, avec Hugh Fraser.
- 1996 : Sharpe’s Siege de Tom Clegg, avec Hugh Fraser.
- 1999 : Blackadder: Back & Forth de Paul Weiland avec Stephen Fry.
- 2006 : Les Fantômes de Goya de Milos Forman, avec Cayetano Martínez de Irujo.
- 2012 : Les Lignes de Wellington de Valeria Sarmiento avec John Malkovich.
- 2015 : Jonathan Strange et Mr Norrell de Toby Haynes avec Ronan Vibert.
- 2016 : Victoria de Daisy Goodwin avec Peter Bowles.
- 2023 : Napoléon de Ridley Scott avec Rupert Everett

## Postérité
- La ligne de défense qu'il a fait établir dans le Royaume uni des Pays-Bas dès 1816, porte son nom: la barrière Wellington

## Notes et références

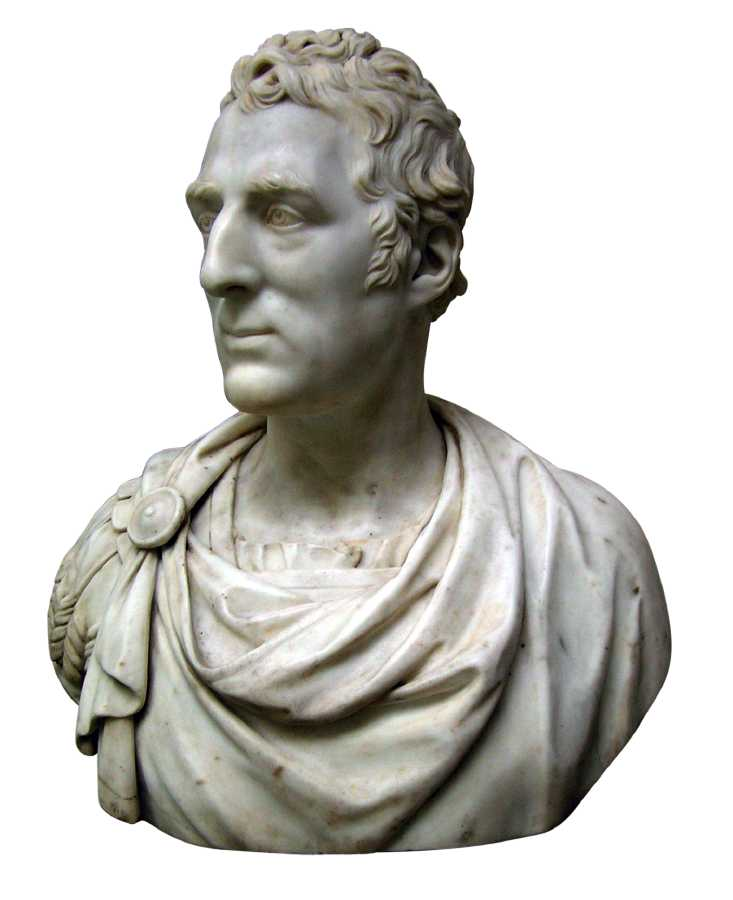
Buste de Wellington.

### Source partielle
« Arthur Wellesley (1er duc de Wellington) », dans Charles Mullié, Biographie des célébrités militaires des armées de terre et de mer de 1789 à 1850, 1852 [détail de l’édition]